# Edson Castillo
Edson Daniel Castillo García (Puerto Ordaz, 18 maggio 1994) è un calciatore venezuelano, centrocampista svincolato della nazionale venezuelana.

## Palmarès

### Club

#### Competizioni nazionali
- Coppa del Sudafrica: 1

Kaizer Chiefs: 2024-2025